# Kõrkküla (Pajusi)
Kõrkküla – wieś w Estonii, w prowincji Jõgeva, w gminie Pajusi.